# شورآباد (تفتان)
شورآباد یا نوک‌آباد روستایی در دهستان چاه احمد بخش نازیل شهرستان تفتان استان سیستان و بلوچستان ایران است.

## جمعیت
بر پایه سرشماری عمومی نفوس و مسکن در سال ۱۳۹۵ جمعیت این روستا ۳۴ نفر (۷خانوار) بوده‌است.